# Chiangmaia
Chiangmaia este un gen de păianjeni din familia Linyphiidae.
Cladograma conform Catalogue of Life:
| Chiangmaia | \| \| Chiangmaia rufula \| \| \| \| \| \| Chiangmaia sawetamali \| \| \| \| |
|            | \| \| Chiangmaia rufula \| \| \| \| \| \| Chiangmaia sawetamali \| \| \| \| |
|            | Chiangmaia rufula                                                           |
|            |                                                                             |
|            | Chiangmaia sawetamali                                                       |
|            |                                                                             |